# Hymenodictyon flaccidum
Hymenodictyon flaccidum är en måreväxtart som beskrevs av Nathaniel Wallich. Hymenodictyon flaccidum ingår i släktet Hymenodictyon och familjen måreväxter. Inga underarter finns listade i Catalogue of Life.